# خوشه‌آویز
خوشه اویز(نام علمی: Medinilla magnifica) نام یک گونه از فرمانرو گیاه است.